# Белока (Верона)
Белока је насеље у Италији у округу Верона, региону Венето.
Према процени из 2011. у насељу је живело 50 становника. Насеље се налази на надморској висини од 543 м.